# Tusindfryd (slægt)
Tusindfryd (Bellis) er en planteslægt, der kun rummer få, europæiske og nordafrikanske arter. De er kendetegnet ved deres rosetstillede blade og de margueritagtige blomsterkurve. Her nævnes kun den ene art, som er vildtvoksende og dyrket i Danmark.
| Arter |

- Tusindfryd (Bellis perennis)